# Bolitoglossa salvinii
Bolitoglossa salvinii es una especie de salamandra en la familia Plethodontidae.
Habita en El Salvador y Guatemala.
Su hábitat natural son bosques húmedos tropicales o subtropicales a baja altitud, los montanos húmedos tropicales o subtropicales, pastureland, las plantaciones y zonas previamente boscosas ahora muy degradadas
y se encuentra amenazada de extinción debido a la destrucción de su hábitat.